# Goniada pallida
Goniada pallida är en ringmaskart som beskrevs av Arwidsson 1898. Goniada pallida ingår i släktet Goniada och familjen Goniadidae. Arten är reproducerande i Sverige. Inga underarter finns listade i Catalogue of Life.